# Mascarenhasia havetii
Mascarenhasia havetii är en oleanderväxtart som beskrevs av A. Dc.. Mascarenhasia havetii ingår i släktet Mascarenhasia och familjen oleanderväxter. Inga underarter finns listade i Catalogue of Life.